# Ankara Cup
L'Ankara Cup è un torneo professionistico di tennis giocato su campi in cemento. Fa parte dell'ITF Women's Circuit. Si gioca annualmente a Ankara in Turchia.

## Albo d'oro

### Singolare
| Anno | Campionessa         | Finalista         | Punteggio          |
| ---- | ------------------- | ----------------- | ------------------ |
| 2011 | Kristina Mladenovic | Valerija Savinych | 7–5, 5–7, 6–1      |
| 2012 | Ana Savić           | Mónica Puig       | 5–7, 6–3, 6–4      |
| 2013 | Vitalija D'jačenko  | Marta Sirotkina   | 6–7(3–7), 6–4, 6–4 |

### Doppio
| Anno | Campionesse                          | Finaliste                          | Punteggio |
| ---- | ------------------------------------ | ---------------------------------- | --------- |
| 2011 | Nina Bratčikova Darija Jurak         | Janette Husárová Katalin Marosi    | 6–4, 6–2  |
| 2012 | Magda Linette Katarzyna Piter        | Iryna Burjačok Valerija Solov'ëva  | 6–2, 6–2  |
| 2013 | Julija Bejhel'zymer Çağla Büyükakçay | Eléni Daniilídou Aleksandra Krunić | 6–3, 6–3  |